# Konj, Litija
Konj je naselje v Občini Litija
Naselje je znano po vzreji konjev, ki so jih pri svojem delu potrebovali splavarji na reki Savi.